# Сафонов, Михаил Иванович (лётчик)
Михаи́л Ива́нович Сафо́нов (31 октября 1893, Острогожск — май 1924, Китай) — один из первых российских военно-морских лётчиков и гидроавиаторов, русский лётчик-ас. Старший лейтенант (1917).

## Биография
Родился в городе Острогожск Воронежской губернии. Из дворян. 23 июля 1913 года окончил Морской корпус и произведён в гардемарины. В 1913—1914 годах нёс службу на крейсерах «Олег» и «Громобой», с июля 1914 года зачислен в 1‑й Балтийский флотский экипаж.
Участник первой мировой войны с 1914 года. 16 июля 1914 года произведён в мичманы, и в октябре 1914 года переведён на 2‑ю бригаду линейных кораблей, на линкор «Севастополь». Окончил Петроградскую Офицерскую школу Морской авиации (Бакинское отделение, находившееся на Каспии), в том числе и теоретические авиационные курсы при Петроградском политехническом институте, где в декабре 1915 года совершил первый полёт. В феврале 1916 года Сафонов прикомандировывается к авиационному отделу Службы связи с зачислением на 3‑ю авиационную станцию для обслуживания полётов. Станция располагалась в районе Ревеля (нынеТаллин), в селении Бригитовка. В апреле 1916 года утверждён в звании «морской лётчик». Сафонов выполнял разведывательные полёты, а первый воздушный бой провёл 9 сентября 1916 года над фортом Михайловский в Ирбенском проливе. В этот день морской лётчик Сафонов с механиком Орловым, выполнявшим функции воздушного стрелка, на летающей лодке М-9 сбили германский самолёт. 26 сентября два русских «М-9» приняли бой с 20 немецкими самолётами. В этом бою один из русских самолётов был сбит, а М. И. Сафонов, раненый в ногу, сумел довести самолёт до аэродрома. После возвращения из госпиталя продолжил боевые вылеты. В ноябре 1916 года им были сбиты ещё 2 немецких самолёта. В декабре 1916 года Сафонов переведён в 1-й авиаотряд 2-го дивизиона, носивший наименование «Г» («Глаголь»).
29 сентября (12 октября) 1917 года немцы начали операцию «Альбион» по захвату Моонзундского архипелага. Немецкий флот поддерживали свыше 100 самолётов и 6 дирижаблей. Им противостояло 30 русских гидросамолётов. В первые четыре дня сражения Сафонов сбил 4 самолёта противника, по одному в день.
В конце октября Сафонов производится в чин старшего лейтенанта, и получает отпуск «по семейным обстоятельствам»: он женился на медсестре Людмиле Чеботарёвой, с которой познакомился во время своего пребывания в госпитале. С ноября становится командиром 2‑го истребительного отряда «Д». Всего в Первую мировую войну (в 1916—1917 годах) сбил по утверждениям одних авторов 11 самолётов противника, а по другим — 5 или 6 самолётов.
После Октябрьской революции продолжил службу в морской авиации. Его отряд был перебазирован на Комендантский аэродром под Петроградом. Однако вскоре после заключения большевиками сепаратного мира с немцами 19 марта 1918 года был уволен со службы.
Подписав контракт с финнами, 11 апреля 1918 года Сафонов вместе с четырьмя другими бывшими морскими лётчиками угнали свои самолёты с Комендантского аэродрома в Петрограде и перелетели в Финляндию, получившую независимость от России. Вместе с Сафоновым летела его жена. Там Михаил Сафонов на время становится Микко Вуоренхеймо. Служил в финской авиации Маннергейма, участвуя в Гражданской войне в Финляндии. После увольнения в сентябре 1918 года всех русских лётчиков, выехал на юг России. В Новочеркасске вступил в ряды Белого движения и где участвовал в гражданской войне на стороне белых. Служил в авиации Донской Армии и Добровольческой армии генерала А. И. Деникина. С 1919 г. начальник Донского дивизиона морской авиации на Каспии. После окончания войны на юге России, был в конце 1920 года интернирован англичанами в лагере «Басра» (Месопотамия). 23 сентября 1921 года прибывает во Владивосток, где командует одним из судов Сибирской флотилии белых — миноносцем «Бойкий». После эвакуации Владивостока и прихода Сибирской флотилии в Шанхай в декабре 1922 года покидает флотилию.
В Китае поступает на службу в армию под руководством генерал-губернатора Маньчжурии Чжан Цзолиня, работает в авиационных мастерских, учит китайских лётчиков летать на морских самолётах. В начале 1924 года, когда активизировались военные действия между армией Чжан Цзолиня и Гоминьданом, Михаил Сафонов принял непосредственное участие в боях. В мае его самолёт был сбит (по другим данным, погиб в авиационной катастрофе), остатки самолета найдены не были.

## Награды
Российские ордена: Святой Анны 4-й степени, Святого Станислава 3-й степени с мечами и бантом, Святого Владимира 4-й степени с мечами и бантом, Святого Владимира 3-й степени с мечами. Финский: Орден Креста Свободы.